# راي لوسيا
راي لوسيا (بالإنجليزية: Ray Lucia)‏ هو مقدم برامج إذاعية ومقدم تلفزيوني ومؤلف أمريكي، ولد في 3 أبريل 1950 في فيلادلفيا في الولايات المتحدة.